# Neptune Range
Die Neptune Range ist ein rund 112 km langer Gebirgszug im westantarktischen Queen Elizabeth Land. Er erstreckt sich westsüdwestlich der Forrestal Range im Zentrum der Pensacola Mountains. 
Entdeckt und fotografiert wurde er während des durch die United States Navy durchgeführten Transkontinentalfluges am 13. Januar 1956 im Rahmen der ersten Operation Deep Freeze vom McMurdo-Sund zum Weddell-Meer und zurück. Das Advisory Committee on Antarctic Names benannte ihn 1957 nach dem Flugzeugtyp P2V-2N Neptune, mit dem dieser Flug bewerkstelligt wurde. Die kartografische Erfassung erfolgte durch den United States Geological Survey 1967 bis 1968 und mithilfe von Luftaufnahmen der United States Navy aus dem Jahr 1964.